# Olympische Sommerspiele 2016/Teilnehmer (Nigeria)
| Gelbes Symbol für Goldmedaillen mit stilisierten Olympischen Ringen | Graues Symbol für Silbermedaillen mit stilisierten Olympischen Ringen | Braundes Symbol für Bronzemedaillen mit stilisierten Olympischen Ringen |
| ------------------------------------------------------------------- | --------------------------------------------------------------------- | ----------------------------------------------------------------------- |
| —                                                                   | —                                                                     | 1                                                                       |

Nigeria nahm an den Olympischen Spielen 2016 in Rio de Janeiro teil. Es war die insgesamt 16. Teilnahme an Olympischen Sommerspielen. Das Nigeria Olympic Committee nominierte die Athleten für die einzelnen Sportarten. Die einzige Medaille errang das Fußballteam der Männer. Das Team bezwang im Spiel um die Bronzemedaille die Mannschaft von Honduras.

## Teilnehmer nach Sportarten

### Basketball
| Wettbewerb    | Männer |
| ------------- | --- |
| Athleten      | Josh Akognon Alade Aminu Ike Diogu Ebi Ere Michael Gbinije Ekene Ibekwe Shane Lawal Andy Ogide Chamberlain Oguchi Stan Okoye Michael Umeh Ben Uzoh |
| Trainer       | Will Voigt () |
| Gruppenphase  | Argentinien (66:94) Litauen (80:89) Spanien (87:96) Kroatien (90:76) Brasilien (69:86)                                                             |
| Viertelfinale | ausgeschieden |
| Halbfinale    | ausgeschieden |
| Finale        | ausgeschieden |
| Platzierung   | 10. Platz |

### Boxen
| Athleten   | Wettbewerb                    | 1. Runde | 1. Runde | Achtelfinale | Achtelfinale | Viertelfinale | Viertelfinale | Halbfinale    | Halbfinale    | Finale        | Finale        | Rang          |
| Athleten   | Wettbewerb                    | Gegner   | Ergebnis | Gegner       | Ergebnis     | Gegner        | Ergebnis      | Gegner        | Ergebnis      | Gegner        | Ergebnis      | Rang          |
| ---------- | ----------------------------- | -------- | -------- | ------------ | ------------ | ------------- | ------------- | ------------- | ------------- | ------------- | ------------- | ------------- |
| Männer     |                               |          |          |              |              |               |               |               |               |               |               |               |
| Efe Ajagba | Superschwergewicht über 91 kg | Freilos  | Freilos  | Nigel Paul   | KO           | Iwan Dytschko | 0:3           | ausgeschieden | ausgeschieden | ausgeschieden | ausgeschieden | ausgeschieden |

### Fußball
| Wettbewerb                  | Männer |
| --------------------------- | --- |
| Athleten                    | Abdullahi Shehu Junior Ajayi Daniel Akpeyi (TW) Stanley Amuzie Emmanuel Daniel (TW) Saturday Erimuya Oghenekaro Etebo Imoh Ezekiel Kingsley Madu Muhammed Usman John Obi Mikel Azubuike Okechukwu Umar Sadiq Saliu Popoola Seth Sincere William Troost-Ekong Ndifreke Udo Aminu Umar |
| Trainer                     | Samson Siasia |
| Gruppenphase                | Japan 5:4 (3:2) Schweden 1:0 (1:0) Kolumbien 0:2 (0:1) |
| Viertelfinale               | Dänemark 2:0 (1:0) |
| Halbfinale                  | Deutschland 0:2 (0:1) |
| Spiel um die Bronzemedaille | Honduras 3:2 (1:0) |
| Platzierung                 | Bronze |

### Gewichtheben
| Athleten     | Wettbewerb        | Reißen  | Reißen | Stoßen  | Stoßen | Zweikampf | Zweikampf | Rang |
| Athleten     | Wettbewerb        | Gewicht | Rang   | Gewicht | Rang   | Gewicht   | Rang      | Rang |
| ------------ | ----------------- | ------- | ------ | ------- | ------ | --------- | --------- | ---- |
| Frauen       |                   |         |        |         |        |           |           |      |
| Mariam Usman | Klasse über 75 kg | 115 kg  | 11     | 150 kg  | 8      | 265 kg    | 9         | 9    |

### Kanu

#### Kanuslalom
| Athleten           | Wettbewerb | Vorlauf  | Vorlauf | Halbfinale    | Halbfinale    | Finale        | Finale        | Rang |
| Athleten           | Wettbewerb | Zeit     | Rang    | Zeit          | Rang          | Zeit          | Rang          | Rang |
| ------------------ | ---------- | -------- | ------- | ------------- | ------------- | ------------- | ------------- | ---- |
| Männer             |            |          |         |               |               |               |               |      |
| Johnathan Akinyemi | K-1        | 104,59 s | 20      | ausgeschieden | ausgeschieden | ausgeschieden | ausgeschieden | 20   |

### Leichtathletik
Laufen und Gehen 
| Athleten                                                              | Wettbewerb        | Runde 1 | Runde 1 | Halbfinale    | Halbfinale    | Finale        | Finale        | Rang |
| Athleten                                                              | Wettbewerb        | Zeit    | Rang    | Zeit          | Rang          | Zeit          | Rang          | Rang |
| --------------------------------------------------------------------- | ----------------- | ------- | ------- | ------------- | ------------- | ------------- | ------------- | ---- |
| Frauen                                                                |                   |         |         |               |               |               |               |      |
| Gloria Asumnu                                                         | 100 m             | 11,55 s | 38      | ausgeschieden | ausgeschieden | ausgeschieden | ausgeschieden | 38   |
| Jennifer Madu                                                         | 100 m             | 11,61 s | 45      | ausgeschieden | ausgeschieden | ausgeschieden | ausgeschieden | 45   |
| Blessing Okagbare                                                     | 100 m             | 11,16 s | 7       | 11,09 s       | 11            | ausgeschieden | ausgeschieden | 11   |
| Blessing Okagbare                                                     | 200 m             | 22,71 s | 13      | 22,69 s       | 13            | ausgeschieden | ausgeschieden | 13   |
| Margaret Bamgbose                                                     | 400 m             | 51,43 s | 13      | 51,92 s       | 18            | ausgeschieden | ausgeschieden | 18   |
| Patience Okon George                                                  | 400 m             | 51,83 s | 22      | 52,52 s       | 23            | ausgeschieden | ausgeschieden | 23   |
| Omolara Omotosho                                                      | 400 m             | 53,22 s | 46      | ausgeschieden | ausgeschieden | ausgeschieden | ausgeschieden | 46   |
| Tobi Amusan                                                           | 100 m Hürden      | 12,99 s | 23      | 12,91 s       | 11            | ausgeschieden | ausgeschieden | 11   |
| Amaka Ogoegbunam                                                      | 400 m Hürden      | 56,96 s | 32      | ausgeschieden | ausgeschieden | ausgeschieden | ausgeschieden | 32   |
| Gloria Asumnu Jennifer Madu Blessing Okagbare Agnes Osazuwa Peace Uko | 4 × 100-m-Staffel | 42,55 s | 5       | –             | –             | 43,21 s       | 8             | 8    |
| Männer                                                                |                   |         |         |               |               |               |               |      |
| Ogho-Oghene Egwero                                                    | 100 m             | 10,37 s | 51      | ausgeschieden | ausgeschieden | ausgeschieden | ausgeschieden | 51   |
| Seye Ogunlewe                                                         | 100 m             | 10,26 s | 34      | ausgeschieden | ausgeschieden | ausgeschieden | ausgeschieden | 34   |
| Tega Odele                                                            | 200 m             | 21,25 s | 70      | ausgeschieden | ausgeschieden | ausgeschieden | ausgeschieden | 70   |
| Divine Oduduru                                                        | 200 m             | 20,34 s | 21      | 20,59 s       | 21            | ausgeschieden | ausgeschieden | 21   |
| Orukpe Erayokan                                                       | 400 m             | 47,42 s | 44      | ausgeschieden | ausgeschieden | ausgeschieden | ausgeschieden | 44   |
| Antwon Hicks                                                          | 110 m Hürden      | 13,70 s | 28      | 14,26 s       | 23            | ausgeschieden | ausgeschieden | 23   |
| Miles Ukaoma                                                          | 400 m Hürden      | 49,84 s | 32      | ausgeschieden | ausgeschieden | ausgeschieden | ausgeschieden | 32   |

 Springen und Werfen 
| Athleten          | Wettbewerb  | Qualifikation | Qualifikation | Finale        | Finale        | Rang |
| Athleten          | Wettbewerb  | Weite/Höhe    | Rang          | Weite/Höhe    | Rang          | Rang |
| ----------------- | ----------- | ------------- | ------------- | ------------- | ------------- | ---- |
| Frauen            |             |               |               |               |               |      |
| Doreen Amata      | Hochsprung  | 1,89 m        | 27            | ausgeschieden | ausgeschieden | 27   |
| Ese Brume         | Weitsprung  | 6,67 m        | 3             | 6,81 m        | 5             | 5    |
| Nwanneka Okwelogu | Kugelstoßen | 16,67 m       | 29            | ausgeschieden | ausgeschieden | 29   |
| Chinwe Okoro      | Diskuswurf  | 58,85 m       | 14            | ausgeschieden | ausgeschieden | 14   |
| Männer            |             |               |               |               |               |      |
| Tosin Oke         | Dreisprung  | 16,47 m       | 23            | ausgeschieden | ausgeschieden | 23   |
| Olu Olamigoke     | Dreisprung  | 16,10 m       | 32            | ausgeschieden | ausgeschieden | 32   |
| Stephen Mozia     | Kugelstoßen | 18,98 m       | 28            | ausgeschieden | ausgeschieden | 28   |

 Mehrkampf 
| Athletinnen        | 100 m Hürden | 100 m Hürden | Hochsprung | Hochsprung | Kugelstoßen | Kugelstoßen | 200 m   | 200 m  | Weitsprung | Weitsprung | Speerwurf | Speerwurf | 800 m           | 800 m  | Punkte | Rang |
| Athletinnen        | Zeit         | Punkte       | Höhe       | Punkte     | Weite       | Punkte      | Zeit    | Punkte | Weite      | Punkte     | Weite     | Punkte    | Zeit            | Punkte | Punkte | Rang |
| ------------------ | ------------ | ------------ | ---------- | ---------- | ----------- | ----------- | ------- | ------ | ---------- | ---------- | --------- | --------- | --------------- | ------ | ------ | ---- |
| Siebenkampf Frauen |              |              |            |            |             |             |         |        |            |            |           |           |                 |        |        |      |
| Uhunoma Osazuwa    | 13,75 s      | 1014         | 1,77 m     | 941        | 13,15 m     | 737         | 24,67 s | 917    | 5,72 m     | 765        | 33,42 m   | 542       | disqualifiziert | 0      | 4916   | 29   |

### Ringen
| Freistil Frauen    |                  |                            |     |               |               |               |               |               |               |               |               |               |               |               |               |               |
| Mercy Genesis      | Klasse bis 48 kg | Iwona Matkowska            | 0:3 | ausgeschieden | ausgeschieden | ausgeschieden | ausgeschieden | ausgeschieden | ausgeschieden | ausgeschieden | ausgeschieden | ausgeschieden | ausgeschieden | ausgeschieden | ausgeschieden | ausgeschieden |
| Odunayo Adekuoroye | Klasse bis 53 kg | Sofia Mattsson             | 0:5 | ausgeschieden | ausgeschieden | ausgeschieden | ausgeschieden | ausgeschieden | ausgeschieden | ausgeschieden | ausgeschieden | ausgeschieden | ausgeschieden | ausgeschieden | ausgeschieden | ausgeschieden |
| Aminat Adeniyi     | Klasse bis 58 kg | Petra Olli                 | 1:3 | ausgeschieden | ausgeschieden | ausgeschieden | ausgeschieden | ausgeschieden | ausgeschieden | ausgeschieden | ausgeschieden | ausgeschieden | ausgeschieden | ausgeschieden | ausgeschieden | ausgeschieden |
| Blessing Oborududu | Klasse bis 63 kg | Sorondsonboldyn Battsetseg | 1:3 | ausgeschieden | ausgeschieden | ausgeschieden | ausgeschieden | ausgeschieden | ausgeschieden | ausgeschieden | ausgeschieden | ausgeschieden | ausgeschieden | ausgeschieden | ausgeschieden | ausgeschieden |
| Hannah Rueben      | Klasse bis 69 kg | Dorothy Yeats              | 1:4 | ausgeschieden | ausgeschieden | ausgeschieden | ausgeschieden | ausgeschieden | ausgeschieden | ausgeschieden | ausgeschieden | ausgeschieden | ausgeschieden | ausgeschieden | ausgeschieden | ausgeschieden |
| Freistil Männer    |                  |                            |     |               |               |               |               |               |               |               |               |               |               |               |               |               |
| Amas Daniel        | Klasse bis 65 kg | Surab Iakobaschwili        | 1:3 | ausgeschieden | ausgeschieden | ausgeschieden | ausgeschieden | ausgeschieden | ausgeschieden | ausgeschieden | ausgeschieden | ausgeschieden | ausgeschieden | ausgeschieden | ausgeschieden | ausgeschieden |
| Soso Tamarau       | Klasse bis 97 kg | Magomed Ibragimov          | 0:4 | ausgeschieden | ausgeschieden | ausgeschieden | ausgeschieden | ausgeschieden | ausgeschieden | ausgeschieden | ausgeschieden | ausgeschieden | ausgeschieden | ausgeschieden | ausgeschieden | ausgeschieden |

### Rudern
| Athleten       | Wettbewerb | Vorlauf     | Vorlauf | Vorlauf       | Hoffnungslauf | Hoffnungslauf | Hoffnungslauf | Viertelfinale | Viertelfinale | Viertelfinale | Halbfinale  | Halbfinale | Halbfinale    | Finale      | Finale | Rang |
| Athleten       | Wettbewerb | Zeit        | Platz   | Qualifikation | Zeit          | Platz         | Qualifikation | Zeit          | Platz         | Qualifikation | Zeit        | Platz      | Qualifikation | Zeit        | Platz  | Rang |
| -------------- | ---------- | ----------- | ------- | ------------- | ------------- | ------------- | ------------- | ------------- | ------------- | ------------- | ----------- | ---------- | ------------- | ----------- | ------ | ---- |
| Frauen         |            |             |         |               |               |               |               |               |               |               |             |            |               |             |        |      |
| Chierika Ukogu | Einer      | 8:35,34 min | 3       | Viertelfinale | –             | –             | –             | 7:54,44 min   | 5             | Halbfinale C  | 8:18,55 min | 4          | D-Finale      | 7:44,76 min | 2      | 20   |

### Schwimmen
| Athleten       | Wettbewerb    | Vorlauf     | Vorlauf | Halbfinale    | Halbfinale    | Finale        | Finale        | Rang |
| Athleten       | Wettbewerb    | Zeit        | Rang    | Zeit          | Rang          | Zeit          | Rang          | Rang |
| -------------- | ------------- | ----------- | ------- | ------------- | ------------- | ------------- | ------------- | ---- |
| Frauen         |               |             |         |               |               |               |               |      |
| Rechael Tonjor | 100 m Brust   | 1:21,43 min | 42      | ausgeschieden | ausgeschieden | ausgeschieden | ausgeschieden | 42   |
| Männer         |               |             |         |               |               |               |               |      |
| Samson Opuakpo | 50 m Freistil | 24,85 s     | 59      | ausgeschieden | ausgeschieden | ausgeschieden | ausgeschieden | 59   |

### Tischtennis
| Athleten                                | Wettbewerb | Vorrunde         | Vorrunde | 1. Runde              | 1. Runde | 2. Runde      | 2. Runde      | 3. Runde         | 3. Runde      | 4. Runde      | 4. Runde      | Viertelfinale | Viertelfinale | Halbfinale    | Halbfinale    | Finale        | Finale        | Rang |
| Athleten                                | Wettbewerb | Gegner           | Ergebnis | Gegner                | Ergebnis | Gegner        | Ergebnis      | Gegner           | Ergebnis      | Gegner        | Ergebnis      | Gegner        | Ergebnis      | Gegner        | Ergebnis      | Gegner        | Ergebnis      | Rang |
| --------------------------------------- | ---------- | ---------------- | -------- | --------------------- | -------- | ------------- | ------------- | ---------------- | ------------- | ------------- | ------------- | ------------- | ------------- | ------------- | ------------- | ------------- | ------------- | ---- |
| Frauen                                  |            |                  |          |                       |          |               |               |                  |               |               |               |               |               |               |               |               |               |      |
| Offiong Edem                            | Einzel     | Sally Yee        | 4:0      | Wiktoryja Paulowitsch | 1:4      | ausgeschieden | ausgeschieden | ausgeschieden    | ausgeschieden | ausgeschieden | ausgeschieden | ausgeschieden | ausgeschieden | ausgeschieden | ausgeschieden | ausgeschieden | ausgeschieden |      |
| Olufunke Oshonaike                      | Einzel     | Mariana Sahakian | 4:3      | Adriana Diaz          | 2:4      | ausgeschieden | ausgeschieden | ausgeschieden    | ausgeschieden | ausgeschieden | ausgeschieden | ausgeschieden | ausgeschieden | ausgeschieden | ausgeschieden | ausgeschieden | ausgeschieden |      |
| Männer                                  |            |                  |          |                       |          |               |               |                  |               |               |               |               |               |               |               |               |               |      |
| Quadri Aruna                            | Einzel     | Freilos          | Freilos  | Freilos               | Freilos  | Wang Yang     | 4:1           | Chuang Chih-yuan | 4:1           | Timo Boll     | 4:0           | Ma Long       | 0:4           | ausgeschieden | ausgeschieden | ausgeschieden | ausgeschieden |      |
| Segun Toriola                           | Einzel     | Freilos          | Freilos  | Dimitrij Prokopcov    | 4:2      | Kōki Niwa     | 2:4           | ausgeschieden    | ausgeschieden | ausgeschieden | ausgeschieden | ausgeschieden | ausgeschieden | ausgeschieden | ausgeschieden | ausgeschieden | ausgeschieden |      |
| Quadri Aruna Bode Abiodun Segun Toriola | Mannschaft | –                | –        | –                     | –        | –             | –             | –                | –             | China         | 0:3           | ausgeschieden | ausgeschieden | ausgeschieden | ausgeschieden | ausgeschieden | ausgeschieden |      |